# Sean Morrison
Sean Joseph Morrison, född 8 januari 1991, är en engelsk fotbollsspelare.

## Karriär
Den 15 augusti 2014 värvades Morrison av Cardiff City, där han skrev på ett fyraårskontrakt. I juli 2017 förlängde Morrison sitt kontrakt med tre år. I juli 2018 skrev han på ett nytt fyraårskontrakt med klubben.